# Josh Boileau
Josh Boileau (* 2. Juli 1995 in Newbridge) ist ein irischer Snookerspieler.

## Karriere

### Anfänge
Im August 2010 zog Josh Boileau erstmals in die Finalrunde der U21-Weltmeisterschaft ein und unterlag in der Runde der letzten 32 dem Schotten Rhys Clark. Im Oktober 2011 nahm er an der Alex Higgins International Trophy teil und damit erstmals an einem Turnier der Players Tour Championship. Er schied jedoch in der Vorrunde nach einem 4:3-Sieg gegen Patrick Wallace mit 2:4 gegen Jamie Walker aus. Bei der U21-Europameisterschaft 2012 erreichte er das Achtelfinale und verlor dort nur knapp mit 3:4 gegen den Polen Mateusz Baranowski. Im Mai 2012 versuchte er sich über die Q School für die Main Tour zu qualifizieren, kam dabei aber nicht über das Halbfinale im dritten Turnier hinaus und verpasste damit die Qualifikation.
Nachdem Boileau bei der U21-EM 2013 im Sechzehntelfinale gegen Rhys Clark ausgeschieden war, verpasste er bei der Q School 2013 mit dem Halbfinalaus gegen Ashley Carty erneut die Main-Tour-Qualifikation. Über die Order-of-Merit der Q School konnte er wenige Tage später bei den Australian Goldfields Open erstmals an der Qualifikation eines Weltranglistenturniers teilnehmen, bei der er jedoch in der ersten Runde mit 1:5 gegen den Chinesen Li Hang verlor. In der Vorrunde der Bluebell Wood Open 2013 schied er abermals gegen Rhys Clark aus. Im Dezember 2013 verlor er in der Qualifikationsrunde der Haikou World Open 2014 gegen Yu Delu.
Im März 2014 gelang Boileau nach Siegen gegen Andreas Ploner, Lukas Kleckers und Ashley Carty der Einzug ins Finale der U21-Europameisterschaft, in dem er jedoch dem Engländer Oliver Lines mit 1:6 unterlag. Bei der U21-Weltmeisterschaft 2014 erreichte er ebenfalls das Finale, das er mit 3:8 gegen Hossein Vafaei verlor. Im Juni 2014 schaffte er es bei der Europameisterschaft der Herren erstmals in die Finalrunde, in der er im Achtelfinale gegen Ploner ausschied. Bei den Riga Open 2014 zog er zum ersten Mal in die Hauptrunde eines PTC-Turniers ein, in der eine 0:4-Erstrundenniederlage gegen Aditya Mehta folgte. Nachdem er beim Paul Hunter Classic 2014 in der Vorrunde ausgeschieden war, erreichte er auch bei den Bulgarian Open und den Lisbon Open 2014 sowie bei den Gdynia Open 2015 die Runde der letzten 128.
Bei der U21-EM 2015 schied Boileau in der Runde der letzten 32 gegen Rodion Judin aus. Im April 2015 folgte bei den EBSA Amateur Play Offs das Achtelfinalaus. Einen Monat später kam er bei der Q School nicht über die Runde der letzten 32 hinaus und verpasste damit ein weiteres Mal die Main-Tour-Qualifikation. Im Juli 2015 erreichte er das Halbfinale der U21-WM und unterlag dort dem Waliser Jamie Rhys Clarke mit 3:7. Nachdem er bei den Riga Open und dem Paul Hunter Classic in der Vorrunde ausgeschieden war, zog er bei den Ruhr Open sowie den Bulgarian Open 2015 in die Runde der letzten 128 ein und verlor dort gegen Mark Allen beziehungsweise Stuart Bingham.

### Profijahre
Im Februar 2016 gelang Boileau bei der U21-Europameisterschaft nach Siegen gegen Alexander Ursenbacher, Andres Petrov und Joe O’Connor der Einzug ins Finale, in dem er den Engländer Brandon Sargeant mit 6:1 besiegte und sich damit für die Main-Tour-Saisons 2016/17 und 2017/18 qualifizierte.

#### Saison 2016/17
Seine erste Profisaison begann für Boileau mit einer 1:4-Niederlage in der Qualifikation für die Riga Masters gegen Chen Zhe. In der Qualifikation für die World Open verlor er mit 1:5 gegen Matthew Stevens. Beim Paul Hunter Classic folgte in der ersten Runde eine 0:4-Niederlage gegen Ricky Walden. Bei den Shanghai Masters verlor er in der Qualifikation mit 2:5 gegen Chris Wakelin. Seinen ersten Profisieg fuhr er in der Qualifikation für die European Masters ein, wo er Jimmy White mit 2:4 besiegte. In der ersten Hauptrunde verlor er mit 2:4 gegen Liang Wenbo. Bei den English Open verlor er in der ersten Runde mit 2:4 gegen Zhang Anda. Bei den Northern Ireland Open besiegte er Mike Dunn mit 4:3 und Hamza Akbar mit 4:2 und schied erst in der Runde der letzten 32 mit 1:4 gegen Kurt Maflin aus. Beim UK Championship verlor er in der ersten Runde mit 2:6 gegen Marco Fu, bei den Scottish Open folgte in der ersten Runde eine 3:4-Niederlage gegen Yu Delu. In der ersten Qualifikationsrunde für die German Masters verlor er mit 1:5 gegen Noppon Saengkham. Bei den Welsh Open gewann er mit 4:1 gegen Hammad Miah und überraschend mit 4:2 gegen Shaun Murphy, ehe er mit 0:4 an Robert Milkins scheiterte. Beim Shoot-Out unterlag er Zhang Yong mit 11:58 nach Punkten. Beim Pro/Am-Turnier Gibraltar Open verlor er mit 0:4 gegen Elliot Slessor. Bei den China Open verlor er mit 3:5 gegen Matthew Stevens in der Qualifikation. In der ersten Qualifikationsrunde der Snookerweltmeisterschaft verlor er mit 9:10 gegen Gary Wilson. Boileau beendete die Saison auf Weltranglistenplatz 115.

#### Saison 2017/18
Die Saison 2017/18 begann für Boileau mit mehreren Niederlagen in seinen Auftaktpartien. Bei den Riga Masters verlor er in der Qualifikation mit 0:4 gegen den Finnen Robin Hull.  In der Qualifikation für den China Championship verlor er mit 2:5 gegen Sam Baird. Beim Paul Hunter Classi verlor er in der ersten Runde mit 2:4 gegen den Zyprioten Michael Georgiou. Seinen ersten Saisonsieg fuhr er in der Qualifikation für die Indian Open ein, wo er David Grace mit 4:3 besiegte. In der ersten Hauptrunde unterlag er Sean O’Sullivan mit 4:3. Bei den World Open verlor er in der Qualifikation mit 2:5 gegen Jamie Jones, bei den European Masters folgte in der Qualifikation eine 1:4-Niederlage gegen Chris Wakelin. Bei den English Open unterlag er in der ersten Runde David Gilbert mit 0:4. In der Qualifikation für den International Championship verlor er mit 2:6 gegen Andrew Higginson, in der Qualifikation für die Shanghai Masters verlor er mit 1:5 gegen Ryan Day. Bei den Northern Ireland Open verlor er in der ersten Runde mit 2:4 gegen Ashley Hugill, beim UK Championship verlor er ebenfalls in Runde 1 mit 2:6 gegen Graeme Dott. Bei den Scottish Open verlor er mit 2:4 gegen Scott Donaldson. Den zweiten Saisonsieg erspielte er sich in der ersten Qualifikationsrunde für die German Masters, wo er Kurt Maflin mit 5:4 besiegte und anschließend mit 0:5 gegen Mark Davis verlor. Beim Shoot-Out besiegte er Daniel Ward, verlor dann aber in der zweiten Runde gegen Cao Yupeng. Bei den Welsh Open unterlag er Luca Brecel mit 2:4. Bei den China Open verlor er in der Qualifikation mit 4:6 gegen Barry Hawkins. In der ersten Qualifikationsrunde für die Snookerweltmeisterschaft verlor er mit 8:10 gegen Ken Doherty. Er beendete die Saison auf Weltranglistenplatz 111, was nicht für eine Qualifikation für die nächste Saison reichte.

## Erfolge

### Finalteilnahmen
| Ausgang         | Jahr | Turnier                 | Finalgegner      | Ergebnis |
| --------------- | ---- | ----------------------- | ---------------- | -------- |
| Amateurturniere |      |                         |                  |          |
| Zweiter         | 2014 | U21-Europameisterschaft | Oliver Lines     | 1:6      |
| Zweiter         | 2014 | U21-Weltmeisterschaft   | Hossein Vafaei   | 3:8      |
| Sieger          | 2016 | U21-Europameisterschaft | Brandon Sargeant | 6:1      |